# Suisse au Concours Eurovision de la chanson 1978
La Suisse a participé au Concours Eurovision de la chanson 1978 le 22  avril à Paris. C'est la 23e participation suisse au Concours Eurovision de la chanson.
Le pays est représenté par la chanteuse Carole Vinci et la chanson Vivre, sélectionnées par la SRG SSR au moyen d'une finale nationale.

## Sélection

### Concours Eurovision 1978
La Société suisse de radiodiffusion et télévision (SRG SSR), organise la sélection suisse Concours Eurovision 1978, pour sélectionner l'artiste et la chanson représentant la Suisse au Concours Eurovision de la chanson 1978.

#### Finale
La finale suisse a eu lieu le 18 janvier 1978 aux studios de la DRS à Zurich.
Sept chansons participent à la finale suisse. Les différentes chansons sont interprétées en allemand, en français et en italien, langues officielles de la Suisse.
À cette finale nationale participe un artiste qui a représenté la Suisse à une autre édition de l'Eurovision : Piera Martell (1974).
| Ordre | Artiste                     | Chanson                                     | Langue             | Traduction                  | Points | Place |
| ----- | --------------------------- | ------------------------------------------- | ------------------ | --------------------------- | ------ | ----- |
| 1     | Françoise Rime              | Quand l'amour rencontre un jour une chanson | Français           | –                           | 23     | 3     |
| 2     | Piera Martell               | Hier, Pierre                                | Allemand, français | –                           | 11     | 6     |
| 3     | Isabelle Alba               | Colombe chante                              | Français           | –                           | 11     | 6     |
| 4     | Marisa Frigerio             | Il chiromante                               | Italien            | Le diseur de bonne aventure | 16     | 5     |
| 5     | Carole Vinci                | Vivre                                       | Français           | –                           | 32     | 1     |
| 6     | Salvo Ingrassia             | Solo tu                                     | Italien            | Seulement toi               | 21     | 4     |
| 7     | Alain Morisod et son groupe | Hey, le musicien                            | Français           | –                           | 31     | 2     |

Lors de cette sélection, c'est la chanson Vivre, interprétée par Carole Vinci, qui fut choisie,.
Le chef d'orchestre sélectionné pour la Suisse à l'Eurovision 1978 est Daniel Janin.

## À l'Eurovision

### Points attribués par la Suisse
| 12 points | Israël      |
| 10 points | Belgique    |
| 8 points  | Espagne     |
| 7 points  | Irlande     |
| 6 points  | France      |
| 5 points  | Monaco      |
| 4 points  | Grèce       |
| 3 points  | Allemagne   |
| 2 points  | Royaume-Uni |
| 1 point   | Italie      |

### Points attribués à la Suisse
| 12 points | 10 points  | 8 points                | 7 points               | 6 points                     |
| --------- | ---------- | ----------------------- | ---------------------- | ---------------------------- |
|           | - Autriche | - Luxembourg - Pays-Bas | - Belgique - France    | - Allemagne                  |
| 5 points  | 4 points   | 3 points                | 2 points               | 1 point                      |
| - Norvège | - Espagne  | - Danemark              | - Monaco - Royaume-Uni | - Finlande - Israël - Italie |

Carole Vinci interprète Vivre en neuvième position, suivant le Royaume-Uni et précédant la Belgique.
Au terme du vote final, la Suisse termine 9e — à égalité avec l'Espagne — sur 20 pays, ayant reçu 65 points au total,. La Suisse attribue ses douze points à Israël.